# Osváth István
Osváth István (Kázsmárk, 1850. március 4. – 1889. augusztus 3.) református lelkész. 

## Élete
Földműves nemes szülők gyermeke. A gimnáziumot és teológiai pályát a sárospataki főiskolában végezte. 1872 júliusában első segédlelkészi vizsgát tett, 1874-ben pedig lelkészképesítő-vizsgát; 1872. július 25-én a putnoki egyházba Balogh Béla mellé rendelték káplánnak; itt működött 1875. április 26-ig. Ekkor Pelsőcre ment segédlelkésznek, ahonnét 1876-ban Szalócra rendelték időtöltőnek; itt rendes lelkésznek megválasztották, s 1883-ig viselte ezt a hivatalát, amikor a naprágyi egyházhoz került. 1886-ban a simonyi egyház papjává egyhangúlag választották meg, ezen állomását 1887 tavaszán elfoglalta; itt a paplakot rendbe hozta és új díszes iskolát építtetett; egyházmegyei aljegyzővé választották. 1889. augusztus 3-án búzát vitt Rimaszombatba a heti vásárra. Barátjának, Alexaynak szekerén utaztak haza délben; amikor 1 óra 15 perckor a Jánosi és Feled közötti közlekedési úton érkeztek arra a helyre, ahol a vasút szeli át az utat, az átjárónál korlát nem volt; s amikor a pályatestre értek, éppen akkor ért oda a sebesen haladó mozdony is, az első ülésen levő két férfit maga alá vetette; Alexaynak altestét vágta el a törzsétől, Osváthnak pedig fejét és karját a mozdony kerekei lemetszették.
Cikkeket írt a Protestestáns Egyházi és Iskolai Lapba.

## Műve
- A simonyi és darnyai egyesült ev. ref. egyház története. Függelékül az író élete és halála s a koporsója felett (augusztus 5.) tartott gyászbeszédek. Sajtó alá rendezte Buza János, sárospataki tanár. Sárospatak, 1889. (Ism. Protestáns Egyházi és Iskola Lap).